# Deion Jones
Deion Jones (Nueva Orleans, Luisiana, 4 de noviembre de 1994) apodado Debo, es un jugador profesional estadounidense de fútbol americano que se desempeña en la posición de linebacker en Carolina Panthers, equipo de la National Football League (NFL).

## Carrera
Fue seleccionado en la segunda ronda en la Reunión Anual de Selección de Jugadores de la NFL de 2016. Hizo su debut profesional con el equipo Atlanta Falcons, en el cual jugó seis temporadas (2016-2022), después pasó a Cleveland Browns (2022-2023), luego a Carolina Panthers, donde lleva jugando una temporada.